# Wiewiórkowate
Wiewiórkowate (Sciuridae) – rodzina ssaków z podrzędu wiewiórkokształtnych (Sciuromorpha) w obrębie rzędu gryzoni (Rodentia).

## Morfologia
Gryzonie te dysponują dobrym wzrokiem, co odgrywa istotną rolę, jako że ich aktywność przypada na dzień. Wyjątek stanowią nocne polatuchy.
Wiewiórkowate mają w szczęce siekacz, dwa przedtrzonowce (bądź jeden) oraz trzy trzonowce, w połówce żuchwy siekacz, przedtrzonowiec i 3 trzonowce. Podobne uzębienie występuje u sewelowatych (dwa przedtrzonowce szczęki).
| Wzór zębowy | Wzór zębowy | I | C | P | M |
| ----------- | ----------- | - | - | - | - |
| 22          | =           | 1 | 0 | 2 | 3 |
| 22          | =           | 1 | 0 | 1 | 3 |

| Wzór zębowy | Wzór zębowy | I | C | P   | M |
| ----------- | ----------- | - | - | --- | - |
| 20          | =           | 1 | 0 | 1-2 | 3 |
| 20          | =           | 1 | 0 | 1   | 3 |

## Systematyka
W obrębie tej rodziny występuje pięć współcześnie występujących podrodzin:
- Sciurillinae Moore, 1959 – tropikowiórki – jedynym przedstawicielem jest rodzaj Sciurillus O. Thomas, 1914 – tropikowiórka, z jednym gatunkiem Sciurillus pusillus (É. Geoffroy Saint-Hilaire, 1803) – tropikowiórka karłowata
- Ratufinae Moore, 1959 – wiewióry
- Callosciurinae Pocock, 1923 – wiewiórczaki
- Sciurinae G. Fischer, 1817 – wiewiórki
- Xerinae Osborn, 1910 – afrowiórki

Obejmują one w sumie pół setki rodzajów, do których zalicza się około 270 gatunków.
Opisano również podrodziny wymarłe:
- Aepyosciurinae Wang Banyue & Qiu Zhanxiang, 2003
- Cedromurinae Korth & Emry, 1991

oraz rodzaje wymarłe o niepewnej pozycji systematycznej:
- Comtia Vianey-Liaud, 2014[7]
- Dehmisciurus Marković, De Bruijn & Wessels, 2016[8] – jedynym przedstawicielem był Dehmisciurus obtusidens (Dehm, 1950)
- Hesperopetes Emry & Korth, 2007[9]
- Lagrivea Mein & Ginsburg, 2002[10] – jedynym przedstawicielem był Lagrivea vireti Mein & Ginsburg, 2002
- Oligosciurus Wang Banyue & Qiu Zhanxiang, 2004[11] – jedynym przedstawicielem był Oligosciurus dangheensis Wang Banyue & Qiu Zhanxiang, 2004
- Oriensciurus Qiu Zhuding & Yan Cuiling, 2005[12] – jedynym przedstawicielem był Oriensciurus linquensis Qiu Zhuding & Yan Cuiling, 2005
- Sciurion Skwara, 1986[13] – jedynym przedstawicielem był Sciurion campestre Skwara, 1986
- Similisciurus Stevens, 1977[14] – jedynym przedstawicielem był Similisciurus maxwelli Stevens, 1977
- Vulcanisciurus Lavocat, 1973[15] – jedynym przedstawicielem był Vulcanisciurus africanus Lavocat, 1973

## Rozmieszczenie geograficzne
Wiewiórkowate wyodrębniły się zapewne w Ameryce Północnej. Obecnie najwięcej gatunków zamieszkuje kontynenty północnoamerykański i w jeszcze większym stopniu azjatycki. To właśnie w tropikalnych lasach na południowym wschodzie Azji obserwuje się najwięcej gatunków wiewiórkowatych. Występują jednak na wszystkich kontynentach poza Australią. Nie obserwuje się ich na Madagaskarze i na Saharze, nie sięgają również południowego krańca Ameryki Południowej.

## Ekologia i zachowanie
Większość wiewiórkowatych wiedzie dzienny tryb życia; wyłamują się aktywne nocą polatuchy. Niektórzy przedstawiciele tej rodziny wiodą społeczne życie, na przykład susły i nieświszczuki, zawiązując kolonie o dużej liczbie członków, którzy dzielą pomiędzy siebie role społeczne. Bezpieczeństwa takiej kolonii strzegą wystawieni na czatach wartownicy, którzy w razie niebezpieczeństwa zawiadamiają o nim inne osobniki za pomocą wydawanych przez siebie dźwięków, dysponując bogatym wachlarzem odgłosów.
Gryzonie te przyjmują pokarm roślinny i zwierzęcy. Przed nastaniem zimy magazynują tłuszcz, który zużywają, gdy zimą zapadają w długą, trwającą nawet  i pół roku hibernację. Podczas snu zimowego ich procesy życiowe zwalniają. Serce bije wolniej, mniej oddechów przypada na jednostkę czasu. Obniża się także temperatura ciała. Przystosowanie takie sprzyja wydłużeniu życia.

## Zagrożenia i ochrona
Liczni członkowie wiewiórkowatych są zagrożeni wyginięciem bądź też narażeni na nie. Zagrożenie takie wynikać może z utraty siedlisk bądź wypierania przez gatunki introdukowane przez człowieka. Tak dzieje się w przypadku choćby wiewiórki pospolitej na terenie Wielkiej Brytanii oraz w północnych Włoszech, gdzie wypiera ją przybyła z kontynentu północnoamerykańskiego wiewiórka szara.